# 734
El 734 (DCCXXXIV) fou un any comú començat en divendres del calendari julià.

## Esdeveniments
- Els àrabs arriben a Ghana

## Necrològiques
- 24 de desembre - Trèveris, Renània: Adela de Pfalzel, fundadora i primera abadessa del monestir de Pfalzel, declarada santa per l'església catòlica.[1]